# Стотин
Стотин (словен. stotin) — разменная денежная единица Словении в 1991—2007 годах, равная 1/100 словенского толара. Введена 8 октября 1991 года во время денежной реформы, в ходе которой вместо югославского динара был введён толар. Изъята из обращения 15 января 2007 года в связи с введением евро (1 евро = 239,64 толара). Монеты в стотинах принимались к обмену на евро до 3 января 2017 года.
Монеты в 50 стотинов выпущены в обращение 4 января 1993 года, 10 и 20 стотинов — 29 апреля 1993 года.
Монеты чеканились монетными дворами Кремницы и Будапешта.
| Изображение | Изображение на аверсе | Номинал     | Диаметр | Вес    | Гурт    | Материал | Годы чеканки |
| ----------- | --------------------- | ----------- | ------- | ------ | ------- | -------- | ------------ |
|             | Proteus anguinus      | 10 стотинов | 16 мм   | 0,55 г | гладкий | Алюминий | 1992—2006    |
|             | Asio otus             | 20 стотинов | 18 мм   | 0,70 г | гладкий | Алюминий | 1992—2006    |
|             | Apis mellifera        | 50 стотинов | 20 мм   | 0,85 г | гладкий | Алюминий | 1992—2006    |